# Население
Населението представлява съвкупност от хора, които водят съвместен живот върху определена територия – населено място, административна единица, социално-икономически район, страна, континент, целия свят. Географията има известен принос при изучаването на населението, защото една от най-съществените му характеристики е териториалната. Териториалната обединява отделните човешки индивиди и групи в родствено, социално-икономическо, държавно-политическо, етническо отношение. Географските анализи на населението включват следните основни негови характеристики: брой и динамика на населението, особености в териториалното му разпределение, полова, възрастова, етническа, вероизповедателна (конфесионална), образователна и др. структури, естествено и механично движение, расови особености, заболеваемост и др.